# HL Tau 76
HL Tau 76 är en ensam stjärna belägen i den norra delen av stjärnbilden Oxen, som också har variabelbeteckningen V411 Tauri. Den har en högsta skenbar magnitud av ca 14,1 och kräver ett kraftfullt teleskop för att kunna observeras. Baserat på parallax enligt Gaia Data Release 3 på ca 20,72 mas, beräknas den befinna sig på ett avstånd på ca 157 ljusår (48 parsek) från solen. Den rör sig bort från solen med en heliocentrisk radialhastighet på ca 43 km/s.

## Observation
Beteckningen HL Tau 76 härrör från upptäckten av denna stjärna som en vit dvärg, när den beskrevs som Oxen nr.76 i en publikation av Guillermo Haro och Willem Jacob Luyten. Den exakta beteckningen HL Tau 76 användes sedan i efterföljande rapporter, inklusive en som gav stjärnan dess beteckning EGGR 265 där den noterades vara variabel. Den infördes sedan i den 57:e namnlistan över variabla stjärnor och fick variabelbeteckningen V441 Tauri. Den ovanliga beteckningen HL Tau 76 fortsätter att användas av de flesta författare.

## Egenskaper
HL Tau 76 är en vit dvärgstjärna av spektralklass DA4.3. Den har en massa som är lika med ca 0,56 solmassa, en radie som är ca 0,016 solradie och utsänder energi från dess fotosfär motsvarande ca 0,0039 gånger solen vid en effektiv temperatur av ca 11 400 K.

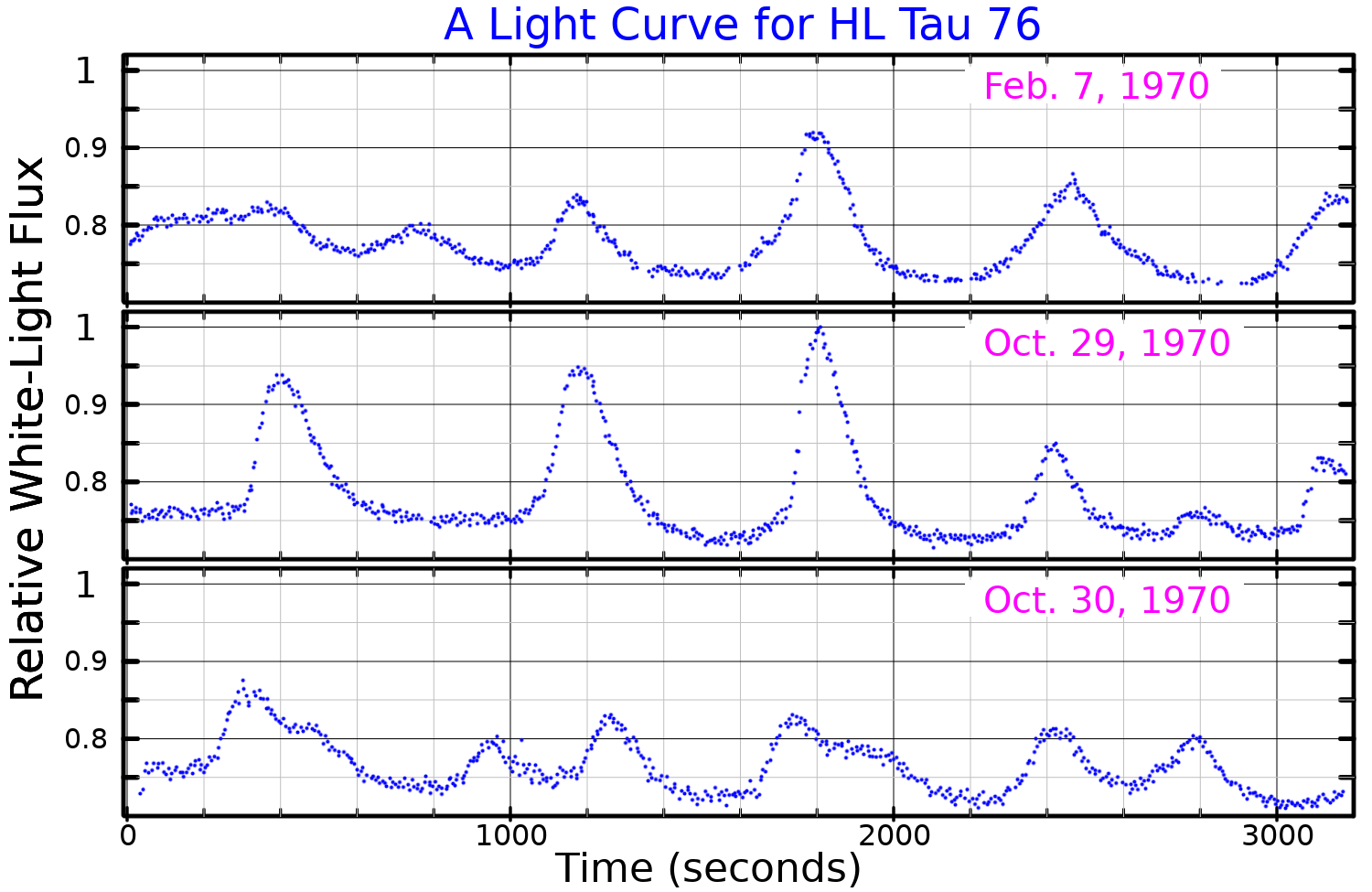
Ljuskurva i vitt ljus för HL Tau 76, plottad från Warner och Nather. (1972).

HL Tau 76 är en variabel av typen DAV (eller ZZ Ceti). Den var den första variabla vita dvärgen som upptäcktes när Arlo U. Landolt 1968 fann att den varierade i skenbar magnitud mellan 14,1 och 15,28 med en period på cirka 749,5 sekunder, eller 12,5 minuter. Liksom andra vita DAV-dvärgar, uppstår dess variabilitet från icke-radiala gravitationsvågpulseringar inom sig själv.  Senare observationer och analys har funnit att HL Tau 76 pulserar i över 40 oberoende vibrationslägen, med perioder mellan 380 sekunder och 1 390 sekunder.